# Biacesa
Biacesa è un centro abitato del comune di Ledro in provincia autonoma di Trento. L'abitato conta circa 200 abitanti e sorge a circa 400 m s.l.m. lungo la strada statale 240 di Loppio e di Val di Ledro.

## Storia
Biacesa è stato un comune italiano istituito nel 1920 in seguito all'annessione della Venezia Tridentina al Regno d'Italia. 

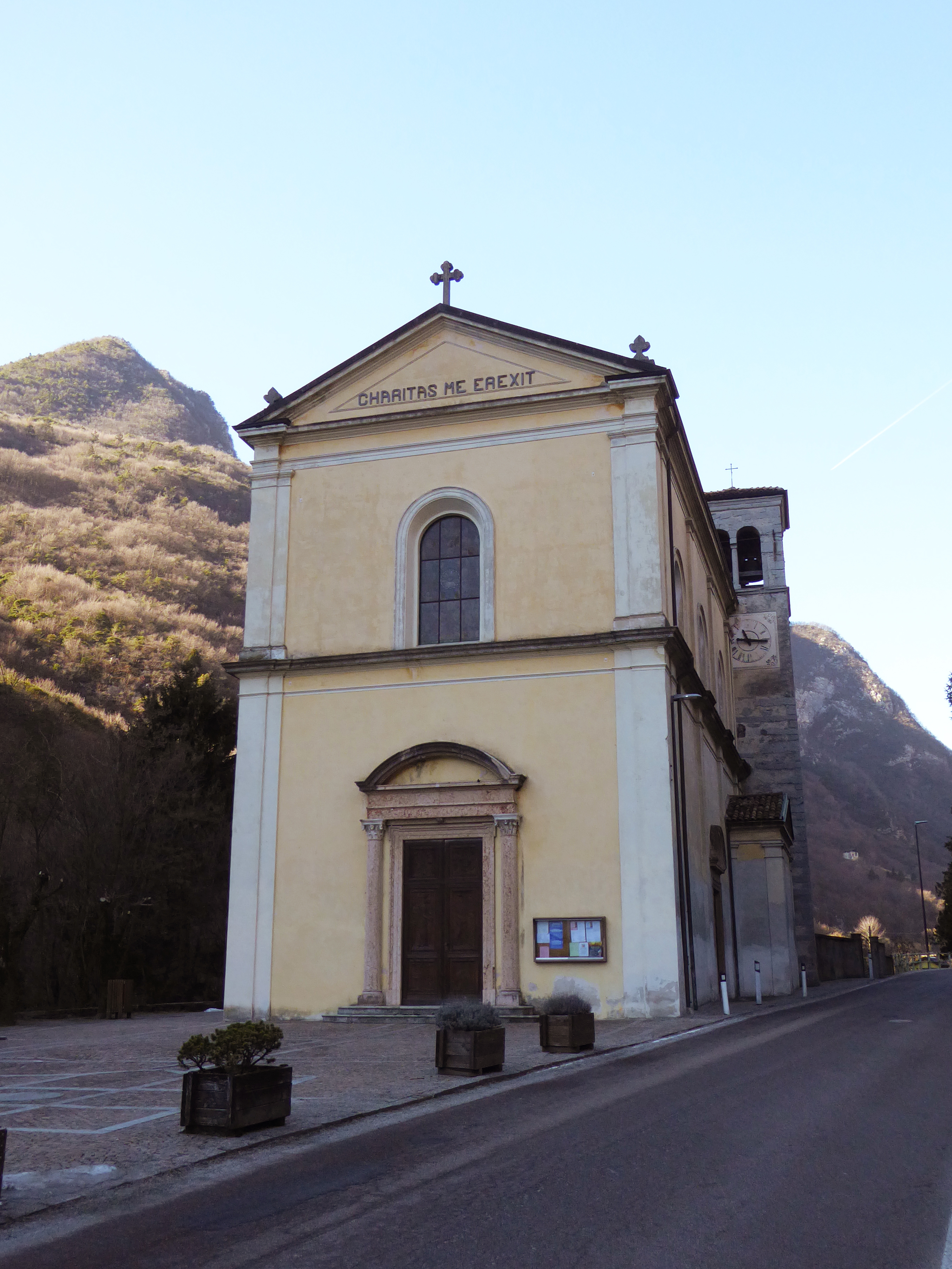
La chiesa di Sant'Antonio

Nel 1925 l'ex comune di Pregasina viene aggregato al suo territori, successivamente, nel 1928, l'ente amministrativo denominato 'comune di Biacesa' cessa di esistere ed il suo territorio viene aggregato al comune di Molina di Ledro. Nel 2010, l'intero territorio di Molina di Ledro è stato aggregato al costituendo comune di Ledro.

## Monumenti e luoghi d'interesse
- Chiesa di Sant'Antonio, consacrata nel 1521, rimase danneggiata nel corso della prima guerra mondiale, restaurata, venne riconsacrata nel 1950.